# Heteroclitopus collarti
Heteroclitopus collarti là một loài bọ cánh cứng trong họ Bọ hung (Scarabaeidae).